# Serebrjanyje Prudy
Serebrjanyje Prudy (russisk: Сере́бряные Пруды́ , tr. Serébrnyje Prudý, direkte oversat ”Sølv-damme” ), er både navnet på by og en rajon.
Byen fik 1961 fik status som bymæssig bebyggelse i Rusland. Byen ligger i den sydligste del af Moskva Oblast, ca. 160 km sydøst for Moskva.
Byen ligger ved floden Osjotr, der er en biflod til Oka.

## Historie
Den tidligste omtale af området ”Prudy” syd for Moskva stammer fra de tidlige 1570’ere. På dette tidspunkt lå området tæt på den sydligste del af Storfyrstendømmet Moskva og blev derfor ofte angrebet af tatarer. Byen tjente derfor i lang tid som fæstning, men mistede fra det 17. århundrede sin betydning i takt med, at Ruslands grænser blev udvidet.
I 1898 blev der åbnet en jernbanestation i byen, som ligger på strækningen mellem Moskva og Pervomajskij. I 1924 blev området oprettet som rajon. Fra september 1937 til december 1942 var det forvaltningsmæssigt under Tula oblast.
Under 2. verdenskrig blev den tyske fremrykning stoppet ved Serebrjanyje Prudy i forbindelse med Slaget om Moskva. Tyskerne besatte kun byen i få dage, inden den Røde Hær den 17 december 1941 befriede byen.
Siden 20. april 1961 har byen status som bymæssig bebyggelse.